# Eukoenenia hanseni
Eukoenenia hanseni is een spinnensoort in de taxonomische indeling van de Palpigradi.
Het dier komt uit het geslacht Eukoenenia. Eukoenenia hanseni werd in 1913 beschreven door Silvestri.